# Arturo Fontaine Talavera
Arturo Fontaine Talavera (Santiago, 9 de mayo de 1952) es un novelista, poeta y ensayista chileno, considerado uno de los autores más representativos de la nueva narrativa chilena de los noventa.

## Biografía

### Primeros años de vida
Hijo de la poeta Valentina Talavera Balmaceda (1928-2011) y del abogado y periodista Arturo Fontaine Aldunate, ex embajador de Chile en Argentina, director del diario El Mercurio y Premio Nacional de Periodismo, es el mayor de sus 6 hermanos: Juan Andrés; Hernán (abogado), María Valentina (diseñadora publicitaria que publicó un libro de poesía en 2009), María de la Paz (profesora de biología), Bernardo (economista, uno de los directores de LAN y de otras empresas), y Cecilia (periodista). Primo suyo es el empresario Francisco Javier Errázuriz Talavera. Pasó su infancia y adolescencia entre Santiago y Quechereguas, una localidad en la zona del río Maule, donde su familia por el lado materno tenía un antiguo fundo. Estudió en el Colegio de los Sagrados Corazones de Manquehue.
Contrajo matrimonio con la periodista Mercedes Ducci, de la cual se separó, tuvieron dos hijos.

### Vida universitaria
Estudió Derecho en la Pontificia Universidad Católica de Chile, de la que egresó a fines de 1976, siendo estudiante, fue presidente de dicha Federación. 
” Fui elegido Presidente de FEUC según el reglamento vigente antes del Golpe. Se esperaba que la lista que encabezaba... ganara. Pero las listas alternativas se retiraron. Era una alternativa legítima, dado el Golpe. Pero si todos lo hacíamos... significaba, en el fondo, que los estudiantes disolvíamos la Federación. Yo hubiera preferido al menos intentar tener elecciones normales. Al fin, pese a mis dudas, decidí no retirarme y...asumí el cargo..." Después de una amenazante conversación con el rector- delegado, un ex almirante, que le pidió que se "submarineara", contó Fontaine, "sentí... con mucha fuerza que era mejor que la FEUC existiera de algún modo a que no existiera del todo. Me propuse ese objetivo mínimo: que la FEUC no fuera clausurada." 
Simultáneamente Fontaine ingresó en el departamento de Estudios Humanísticos de la Universidad de Chile —y es allí donde realmente se formó—, en el que enseñaban entonces intelectuales de renombre como los escritores Cristián Huneeus y Jorge Guzmán, los poetas Nicanor Parra, Enrique Lihn y Ronald Kay, los historiadores Mario Góngora y Álvaro Jara, los filósofos Patricio Marchant, Juan de Dios Vial Larraín, Rafael Gandolfo y Joaquín Barceló, entre otros. Se educaron allí la escritora Diamela Eltit, el filósofo Pablo Oyarzún, la poeta Eugenia Brito, entre otros literatos destacados. En la revista Manuscritos de dicho departamento apareció en esos años el poema Áreas verdes de Raúl Zurita, que consagró a este vate.
Se graduó con máximos honores a comienzos de 1977[cita requerida], obteniendo una licenciatura en Filosofía con una tesis sobre la belleza y la contemplación en Aristóteles; inmediatamente después fue nombrado profesor de su alma máter, donde se mantiene enseñando.
El mismo año, Arturo Fontaine denunció el ataque a la carpa donde en Providencia la compañía La Feria —formada en febrero de 1977 por los actores Jaime Vadell y José Manuel Salcedo, que se habían separado del teatro ICTUS— daba Hojas de Parra, obra basada en poemas de Nicanor Parra y que, aunque con textos anteriores al golpe militar de 1973, eran interpretados como una crítica al régimen de Augusto Pinochet. En la madrugada del 12 de marzo, desconocidos arrojaron antorchas y bencina a la carpa que ardió de inmediato. El siniestro, de acuerdo al parte policial, "fue motivado en forma intencional por desconocidos que lanzaron antorchas encendidas en diferentes puntos de la instalación". En una carta, publicada en el El Mercurio, Fontaine escribía: "esto es lo que es justo exigir siempre de quien realiza una acción política: que se identifique, y tolere después, con serenidad, que la ciudadanía se forme juicio". Y más adelante agregaba: "este terrorismo anónimo -con el agravante de que ha utilizado las horas de toque de queda- puede llegar a ser, si se propaga, tanto o más peligroso que el otro, el desembozado y abierto que el gobierno con tanta eficacia ha sabido ir desarticulando".
En septiembre de ese año, viaja a Estados Unidos a continuar estudios de posgrado en el departamento de Filosofía de la Universidad de Columbia, Nueva York, donde obtuvo la beca President´s Fellowship. Allí tuvo como profesor al conocido crítico de arte Arthur Danto. Participó activamente en la Writing Division de la universidad, que dirigía entonces Franck Mac Shane, y asistió a los talleres y seminarios que dirigieron el novelista argentino Manuel Puig (de quien se hizo amigo), y los poetas Derek Walcott, Robert Brodsky, Seamus Heaney, entre otros. En 1980 fue nombrado preceptor y enseñó el emblemático curso Literature Humanities, basado en una selección de obras fundamentales de la literatura, en el Columnia College de la universidad.

### Carrera en Chile
Con dos maestrías -Master of Arts (M.A.) 1979 y Master of Philosophy (M.Phil.)1981 por el Departamento de Filosofía de Columbia University-, Fontaine regresó a Chile contratado por una universidad privada en formación. Pero apenas llegado, Pinochet cambió la legislación y retiró los subsidios indirectos que hacían factible dicho proyecto. Fontaine se encontró sin trabajo e ingresó como traductor al Centro de Estudios Públicos (CEP), un instituto académico nuevo, independiente, de orientación liberal y financiamiento privado, donde pronto encabezó la revista Estudios Públicos, publicación trimestral dedicada a las ciencias sociales y a las humanidades. En 1982 fue nombrado director del CEP.
Al mismo tiempo, se incorporó al taller literario de José Donoso y, paralelamente, se mantuvo como profesor de filosofía de la Universidad de Chile —imparte allí un seminario sobre estética— y como profesor de filosofía política del Instituto de Ciencia Política de la Católica (1990-2007).
Bajo su dirección, el CEP se transformó en un lugar de encuentro de la intelectualidad y la clase política ilustrada de todos los sectores. Muchos opositores encontraron allí un lugar donde plantear sus posiciones a través de artículos en Estudios Públicos y en los numerosos y concurridos seminarios que se organizaron para discutir asuntos públicos. El financiamiento del CEP provenía de fundaciones como la Ford Foundation, la Tinker Foundation, el National Endowment for Democracy, y donaciones de empresas privadas. Fontaine encontró en el CEP un modo de canalizar sus inquietudes públicas y una vía para influir en la recuperación de la democracia. Publicó diversos artículos, entre ellos ¿Quién defiende la censura previa del libro? Desafiaba a que apareciera alguien a defenderla por escrito: "es doblemente gravoso saber que nuestra cultura está censurada y que, además, nadie necesita explicar por qué". Junto a otros centros de estudio como Cieplan, CED, Flacso y Sur, el CEP desempeñó un papel clave en el término de la dictadura y la transición contribuyendo decisivamente a la construcción de un clima intelectual y político sereno, pragmático, académicamente riguroso y favorable al establecimiento pacífico y definitivo de la democracia.
En junio de 1988, el año del plebiscito que determinó la salida del general Pinochet, el CEP llevó a cabo dos encuestas nacionales (junio y septiembre) que tuvieron gran impacto, causaron el repudio del régimen dictatorial y prepararon su derrota. El 4 de octubre, día del plebiscito, el diario The New York Times publicó el resultado de la encuesta CEP que pronosticaba el triunfo del NO y la derrota de Pinochet. Las radios chilenas desde temprano dieron profusamente la noticia que descalificaba otras tres encuestas publicadas ese día, las cuales pronosticaban el triunfo de Pinochet.
Fontaine, un amigo de Hernán Büchi, exministro de hacienda de Pinochet y candidato presidencial de la derecha derrotado en 1989, abordó en una columna de la época "la contradicción vital de Bücci".
Durante los gobiernos de la Concertación, el CEP fue un centro de irradiación intelectual de gran prestigio académico e influencia. Particular importancia tuvieron sus estudios y propuestas en materias como educación, medio ambiente, reforma de la administración pública, financiamiento de la política, política social, políticas urbanas para Santiago, pueblos originarios y regulación en el área de telecomunicaciones. Las encuestas que periódicamente hace son las que mayor resonancia y credibilidad tienen en Chile. El CEP es también un centro con una viva actividad cultural que incluye conferencias y cine.

En palabras de Mario Vargas Llosa: 
 Arturo Fontaine hizo del CEP algo todavía más ambicioso: una institución de alta cultura en la que la doctrina liberal inspiraba los análisis, propuestas y sondeos de los especialistas más calificados al mismo tiempo que se promovían debates y encuentros entre intelectuales y comentaristas de todas las tendencias, sin complejos de superioridad (ni inferioridad). Entre sus innumerables aciertos, figura el haber creado el sistema de encuestas de opinión pública más objetivo y confiable de Chile, a juicio de todos los sectores políticos. 
El 10 de mayo de 2013, después de 31 años en la institución, debió renunciar a la dirección del CEP a solicitud de su Comité Ejecutivo. Fontaine declaró que esto fue "algo inesperado" para él y dijo que se le explicó que "el CEP requiere iniciar una nueva etapa con un nuevo director"; se le "ofreció continuar como investigador", cosa que en principio aceptó, pero que al final no prosperó.
Algunos medios informativos consideran que sus análisis críticos respecto del gobierno de centroderecha de Sebastián Piñera, su apoyo a los movimientos estudiantiles y su opinión favorable con respecto a la estrategia de la candidata a la presidencia, Michelle Bachelet gatillaron la decisión del directorio del CEP.
Su cargo como miembro del directorio del Museo de la Memoria y de los Derechos Humanos, su novela La vida doble —que trata de una torturada durante la dictadura de Pinochet convertida, luego, en implacable agente del aparato represivo—, los seminarios organizados en el CEP en los que expertos criticaron la credibilidad de las cifras de disminución de la pobreza del Gobierno de la llamada encuesta Casen (asunto que llegó a las páginas de la prensa internacional y obligó al gobierno a suspender la siguiente encuesta Casen, escándalo que fue conocido como el Casengate), y, sobre todo, su cercanía al movimiento estudiantil y su posición contraria a las universidades con fines de lucro sería para algunos el trasfondo que explica su despido, pero otros, como el rector de la Universidad Diego Portales y columnista del diario El Mercurio Carlos Peña, considera que "La razón fue una inconsistencia que, tarde o temprano, se iba a manifestar. Arturo Fontaine es un escritor creativo para quien debió ser muy difícil trabajar haciendo de lo que Antonio Gramsci llamaba un intelectual orgánico... Los intelectuales orgánicos viven de los intereses que promueven, un escritor vive de sus ideas y de sus fantasmas. Y Fontaine, al final, escogió a estos últimos".

Vargas Llosa criticó el cese de Fontaine y opinó 
"Los patrocinadores del CEP habrían descubierto que Arturo Fontaine es demasiado independiente para su gusto. La independencia de un escritor e intelectual liberal, de espíritu crítico como Fontaine no sería apta para un momento de polarización creciente en el que se necesitaría, a sus ojos, un instituto jugado, militante, técnico e ideológicamente comprometido, una trinchera". 
Como miembro del directorio del Museo de la Memoria y los Derechos Humanos, Fontaine lo defendió ante la crítica de la derecha (incluidos parlamentarios de la UDI, diversos columnistas y el diario El Mercurio), que lo consideraban divisivo y parcial. El museo, que recuerda a las víctimas de las violaciones de los derechos humanos ocurridas durante la dictadura del general Pinochet, "no pretende exhibir un recuento neutral o aséptico. Los hechos se presentan desde la perspectiva de los derechos humanos y la democracia que los cautela. Qué significa perder la democracia es la gran lección….Las causas no exculpan los posteriores horrores y sevicias que… vulneraron de modo sistemático la vida, el cuerpo y la dignidad de tantas personas. El Estado fue entonces victimario", ha escrito Fontaine.
Fontaine, se incorporó a la Universidad Diego Portales haciéndose cargo de la Cátedra de Humanidades. Se mantiene como profesor del departamento de Filosofía de la Facultad de Filosofía y Humanidades de la Universidad de Chile.

## Obra literaria
Arturo Fontaine desde temprano se destacó por su inclinación a las letras y a los catorce años obtuvo su primer premio, el Alsino, otorgado por la organización IBBY, cuyo jurado presidía Marcela Paz. El primer libro que publicó fue uno de poesía, y en su narrativa, la urbe y el mundo rural se entremezclan. Sus poemas han aparecido en varias antologías (Nueva antología de la poesía castellana de Eduardo Anguita, 1981; Antología del breve poema en Chile de Floridor Pérez, 1998; Antología de la poesía religiosa chilena, 2000, de Miguel Arteche y Rodrigo Cánovas, y Poesía chilena desclasificada 1973-1990, 2006, de Gonzalo Contreras), al igual que sus cuentos (Honrarás a tu padre, 1998, y Nuevos pecados capitales, 2001, de Sergio S. Olguín). También ha publicado ensayos sobre diversas materias en la revista Estudios Públicos y sus artículos literarios han aparecido en Letras Libres (sobre Jorge Luis Borges y Leonardo Sciascia), El Mercurio, Nexos, Página/12 y otros.

### Nueva York
Las poesías recogidas en Nueva York, 1976, tuvo buena recepción crítica, como puede verse en las siguientes citas: "lo indescifrable como hechizo poético. …Su libro es un pequeño tratado… acerca del brillo y la miseria de esta Babilonia donde día a día estalla la flor de un nuevo Apocalipsis", dijo Filebo. Braulio Arenas afirmó que Fontaine "emerge con gran fuerza en la poesía chilena, con un brío juvenil, saludable e inesperado… Su Nueva York se alza con una estructura personal en su obra, una estructura eterna y momentánea, apocalíptica y serena, tenebrosa y diáfana".

### Poemas hablados
Pasaron 13 años antes de que publicara su segundo libro de versos: Poemas hablados, 1989, es una colección en la que priman monólogos de distintos personajes. Roberto Merino escribió: "Fontaine quiere restaurar más bien la luz, la sombra y el intimismo perdido, tejiendo un texto con los elementos más vulnerables: la memoria y el habla". La crítica Carmen Foxley señaló que "son situaciones o escenarios por los que pasa un personaje dejando ahí sus huellas, unos ojos, el caer lento del pelo hacia atrás, un pestañeo y el efecto inquietante y mortal de esa irrupción, que interrumpe la aparente quietud y recogimiento anacrónico de la escena, y vuelve sospechosa toda aparente inocencia". Cuando apareció el libro, Ignacio Agüero grabó un vídeo que da una idea de cómo se hablan estos poemas en la voz de la actriz Schlomit Baytelman y del propio autor, con un comentario del poeta Diego Maquieira.

### Oír su voz
En 1992 publica su primera novela, Oír su voz, que consagró a Fontaine como una de las figuras principales de la nueva narrativa chilena. La novela tuvo un gran éxito de crítica y de público, permaneciendo por más de 30 semanas en la lista de los libros más vendidos. Verdad es que hubo excepciones, como el artículo del importante crítico literario Ignacio Valente, quien objetó su “verismo” y concluyó que se trataba “de una larga novela frustrada”. Una reacción negativa similar le produjo a Valente Mala onda, de Alberto Fuguet.
David Gallagher, en cambio, sostuvo en el Times Literary Supplement que Oír su voz es indudablemente "la estrella de las nuevas novelas chilenas". "Para un novelista del talento de Fontaine, la estructura social de Chile con su mezcla de hipocresía siglo diecinueve y modernidad tecnológica, tiene gran potencial literario". La crítica se expresa sobre todo a través de la sutil ironía de Pelayo, protagonista del relato y "un observador implacable". Pelayo es periodista, es decir, practica ese oficio que consiste, según se lee en la novela, en ser "parásito del instante". "Pero no es un mero documento. Si, como lector, uno ha estado recién entre intelectuales que discuten el concepto de ficción, uno está más alerta cuando es llevado a la sala del directorio. Después de un rato de regateo en la mesa de dinero, uno se sonríe cuando los intelectuales discuten si el arte está en la mente o en la cosa", escribe Gallagher.
Mario Vargas Llosa afirmó que se trata de "una novela ambiciosa y profunda que recorre todos los secretos de la sociedad chilena", mientras el crítico chileno Camilo Marks comentó que "por primera vez, nuestra insignificante, querida, odiada, despreciada, alabada y nunca bien ponderada Santiago adquiere habla propia".
La novela transcurre en un contexto social marcado por las tensiones y fisuras de una sociedad tradicional y dependiente sometida a un proceso de rápida y forzada globalización y transformación capitalista, fenómeno en el que se entremezclan la búsqueda de lo nuevo y el impulso conservador de las identidades, la fe en el progreso y el mimetismo respecto de las sociedades dominantes, la ambición y el miedo, la esperanza y el resentimiento. Según el crítico Nicolás Salerno, aborda "los problemas y contradicciones que representa esta modernidad híbrida a la que alude". Para María Luisa Fischer Oír su voz exige "un lector que no se deje seducir por el efecto de realidad que le ofrece el mundo de superficies y referencias ofrecido, o, dicho de otro modo, que observe el derecho y también el revés de esas superficies; un lector que la lea la novela, tal como se plantea en las disquisiciones de Pelayo con sus amigos intelectuales, como ficción y no como crónica… un lector, en suma que sospeche de los encantamientos de la referencia y sepa observar las contradicciones que se debaten en la superficie del mundo representado".
El propio Fontaine señala: "El poder se ejerce siempre a través del lenguaje. No existe poder humano alguno que no se exprese en un lenguaje. En mi novela Oír su voz, junto una pluralidad de jergas y lenguajes. Al yuxtaponerlas se hacen comparables entre sí. En su lucha cuerpo a cuerpo, se revelan en lo que son: voces. No hay un tono único… sino que un entrecruzamiento de voces disímiles, de materiales lingüísticos heterogéneos.

### Tu nombre en vano
Después de su exitosa novela, Fontaine sorprendió con un algo totalmente diferente: poemas en la línea de una mística negativa, es decir, poemas-oraciones dirigidos a un dios que no existe: No podemos decir la palabra/ por eso todas las demás. Tu nombre en vano, 1995, es un libro reflexivo que explora la religiosidad desde su ausencia y construido a partir de la tradición de los salmos y de la poesía mística.

### Cuando éramos inmortales
Su segunda novela, Cuando éramos inmortales, 1998, es un Bildungsroman, sólo que el protagonista, Emilio, en lugar de avanzar hacia una consolidación de su personalidad en el mundo, más bien vive un proceso de pérdida de certidumbres, o, dicho de otro modo, va perdiendo su hogar espiritual tradicional y debe tratar de vivir en la intemperie de la modernidad. Está narrada en primera y tercera persona, en presente y en pasado, formas que se van intercalando con fluidez, a menudo, en el mismo párrafo. Esta cámara móvil sugiere que hay momentos del relato en que predomina el presente del niño, de Emilio, y otros en los que predomina la reconstitución del pasado hecha por el adulto que ya es otro que el Emilio niño. Son las fracturas que van quedando en el proceso de reconstitución de la memoria y que la forma de la escritura aquí hace presente. "Con delicado empeño, logra construir la remembranza captando ese instante preciso en que la vivencia se fija en la memoria", opina la crítica argentina Sylvia Hopenhayn. "Una novela bellísima, plena de sugerencias y, sobre todo, de una acertadísima realización", dijo Luis de La Peña en Babelia. Cuando éramos inmortales tiene a ratos un tono lírico e impresionista, pero no por eso deja de poseer una trama sólida. "La más entretenida de las novelas que han salido este año", afirmó el escritor Antonio Skármeta. A juicio del novelista Alfredo Bryce Echenique constituye "la ambición cumplida de un gran escritor". Para Jorge Edwards es "una novela original, que hay que leer saboreando y paladeando. Tiene una calidad de escritura que se da incluso mejor en la relectura". En la misma línea opinó el filósofo e historiador Víctor Farías: "Fontaine ha escrito una de las pocas novelas chilenas en las que la lengua castellana recupera su sonido noble". El dramaturgo Marco Antonio de la Parra la definió como una bellísima novela sobre el dolor de la infancia. A pesar de su tono intimista esta novela vuelve a plantearse los desgarros, sueños y contradicciones de una sociedad tradicional en plena transformación modernizadora. En la crueldad y violencia de los jóvenes en el colegio, algunos han visto un anticipo y preparación de la violencia política que caracterizó a la dictadura de Pinochet. Armando Uribe afirmó que Cuando éramos inmortales "revela una cierta manera de ser de los que han mandado y mandan. En cuanto haya escritores como éste (y el caso entre nuestros novelistas es casi único) capaces de representarlo, quiere decir que algunos son grandes".

### Mis ojos x tus ojos
Fontaine vuelve a la poesía con Mis ojos x tus ojos, 2007, colección de brevísimos poemas de amor, algunos de los cuales habían aparecido anteriormente en la revista Letras Libres. El crítico Grínor Rojo escribió: "¿Cómo hacer poesía de amor en estos tiempos escépticos?... Mirar a los ojos no sólo es contemplar, es entrar… 'Tus párpados visten y desvisten a tus ojos'". Y, más adelante, comentando otro poema que dice insisto llorando y te obligo a abrirme en gajos/ a beber tus labios me vas forzando sin querer dice Rojo: "Es el momento en que el orden del hastío sustituye a la incandescencia que constituye el tiempo sin tiempo del éxtasis erótico… Bonito libro, y más profundo de lo puede parecerles a algunas lecturas desatentas". El poeta Óscar Hahn afirmó: "Resulta insólito que el autor que escribió las potentes y extensas novelas Oír su voz y Cuando éramos inmortales, sea el mismo que compone estos versos lacónicos, breves, casi silenciosos". Los poemas hablan de una historia de amor "que el lector debe armar en su imaginación, porque las piezas que la completan están ausentes, y esa ausencia se llama también silencio. No cualquier silencio, sino el que se esconde entre los pliegues del amor y entre los intersticios de la palabra. Y eso es lo que expresa Arturo Fontaine con impecable intuición en Mis ojos x tus ojos". Para el poeta Diego Maquieira se trata de "versos absolutamente vivos e incontaminados, destellos de lata definición, giros de infinita ternura…Por fin un libro en el que la belleza hiriente del eros le da al amor la posibilidad de hacerse una casa".

### La vida doble
La vida doble apareció en 2010 en Tusquets en España y Argentina. Es una novela basada en la historia real de una guerrillera capturada por la policía secreta en tiempos de Augusto Pinochet; fue salvajemente torturada y se convirtió, luego, en agente de ese mismo servicio de inteligencia y por muchos años combatió a sus excompañeros. Sin embargo, más que una novela política es una novela psicológica acerca de la traición y el resentimiento, el compromiso y la maternidad. La protagonista cuenta su historia a un escritor que escucha y espera hacer con ella un libro de ficción.
Carlos Fuentes escribió este libro "se adentra en los dilemas morales y la traición... Nadie representa mejor a la narrativa chilena de hoy que Arturo Fontaine Talavera.... Acaso nadie... representa mejor el tránsito de la realidad política y social de Chile, a su realidad literaria, y a las tensiones, combates, incertidumbres, lealtades y traiciones de una sociedad en flujo". En su reseña sobre esta obra, Fietta Jarque constató que se trata de "una novela que no decae... Fontaine ha labrado frase a frase una historia de las que no acaban en la última página." Ignacio Echevarría señaló que trata, ante todo, de "la dificultad de asumir un pasado que escapa a todo ordenamiento moral y que debido a eso mismo se revela sustancialmente indecible... Pese a lo cual, Fontaine se empeña en hacerlo, a fuerza de otorgar valor moral al hecho mismo de aceptar que es así". Y Masoliver Ródenas comentó: "Se juega aquí con la confusión de géneros (historia y ficción)... Personajes con varias identidades, capaces de poseer pero rara vez de entregarse. O personajes ingenuos que han creído morir como héroes por un ideal. Todo lo van desenmascarando las palabras de Lorena o Irene... La vida doble confirma a Arturo Fontaine como uno de los narradores que mejor se incorpora a la corriente más renovadora del realismo actual. Fontaine ha dado vida a unos conflictos políticos para convertirlos en poderosos dilemas morales en torno al heroísmo, la traición, la entrega a unos ideales en un mundo sin ellos".
Por su parte, Ana Josefa Silva opinó que la novela "ha conseguido plasmar como nadie antes —ni en el cine, ni en la literatura, ni en el teatro— de manera lúcida, entrañable, convincente nuestra compleja y difícil historia reciente". A juicio de Pedro Gandolfo, la novela mantiene "una tensión fuerte, porque si bien ficciona, subyace una suspicacia acerca de las posibilidades de la ficción para narrar estos horrorosos hechos... Las técnicas de Fontaine son sobresalientes en el momento de describir escenas violentas y confusas..." Marcos Aguinis escribió: "Esta novela merece perdurar. Basada en hechos reales, penetra como un tirabuzón las honduras de la condición humana de todos los tiempos. Sacude, asombra, desconcierta, revela y mantiene un fuerte suspenso de comienzo a fin... Un libro distinto. Excede a Chile y a su tiempo". Silvia Hopenhayn afirmó: "Una novela excepcional, en la que lo doloroso se convierte en lo más humano".

#### Reviews "La vida doble"
Alberto Manguel, escribió en The Guardian: 
"...A relentlessly harrowing book... Fontaine's novel is... a scientific report on the extremes of our behaviour. Not monsters but men and women, like any one of us, did these things and will do them again." 

Will Corral en World Literature Today escribió: 
"[A] masterpiece...(A) lucid and moving novel... Fontaine's eloquent and coherent achievement... surpasses his national and Latin American cohort...Peerless as testimony, infinitely, memorable as a reassessment of memory's role in narrative, La Vida doble is a model and in myriad ways a closing statement for authenticating historical periods. ...A whirlwind of self-estrangement, ideologically virtuous obsessions, bold sexuality, unalloyed grief, bottomless invectives... and, above all, page-turning psychological suspense. ... In great measure translator Megan McDowell relays La Vida doble's brilliance." 
Mario Vargas Llosa escribió: 
"The first pages of La Vida Doble are so powerful, of such truly convulsive dramatic composition, that it seems almost impossible for the story to maintain the tension until the end. Nonetheless, the truth is that almost all the novel’s action scenes regain the electrifying atmosphere of the beginning, making the reader live through extraordinary suspense and emotion. . . . A novel that as a whole shows great ambition, a very serious documentary undertaking, and a great dexterity in structure and style. It should be read in one sitting, and one emerges from its pages quite shaken."

Carlos Fuentes, “Babelia” escribió: 
"La Vida Doble delves into moral dilemmas and betrayal. No one better represents contemporary Chilean narrative than Arturo Fontaine."

The New York Review of Books : 
"Fontaine’s novel poses uneasy questions aimed at challenging the reader’s moral judgments. His way of creating suspense in describing the actions is itself morally challenging. In Lorena, Fontaine has created a forbidding character."

Los Angeles Review of Books : 
"Lorena, talking nonstop, does so from a place beyond where language is truly comprehensible. ...She is a complex and original creation, acutely alert to the dark, even perverting, powers of her own story. She expresses no remorse...And yet, tragically, there was innocence. ...Lorena was in many ways a literary romantic." 

El profesor y doctor Alfonso de Toro Publicó un artículo con un análisis de la novela "La Vida Doble" en la que señala: 
 "El lenguaje desenfrenado y veloz de una intensidad desbordante...[ ] y la precisión, quieren restituir el impacto de lo óptico, de lo olfatorio y gustativo de la experiencia de lo contemplado físicamente y decir, describir, expresar lo indecible, aquel lugar donde las palabras y las imágenes fracasan"

## Premios
- Philosophy of Science Award David H. Ziff 1981 con un jurado presidido por el profesor Ernest Nagel
- Premio Las Américas 2011 por La vida doble (otorgado en el Festival de la Palabra de Puerto Rico)[63]
- Premio José Nuez Martín 2011 por La vida doble (otorgado por la Fundación del mismo nombre y la Facultad de Letras de la Universidad Católica de Chile[64]

## Libros publicados
- Nueva York (poesía), Editorial Universitaria, 1976.
- Poemas hablados, Francisco Zegers Editor, 1989.
- Oír su voz (novela), Planeta 1992, reeditada por Alfaguara.
- Tu nombre en vano (poesía), Editorial Universitaria, 1995.
- Cuando éramos inmortales (novela), Alfaguara, 1998.
- Mis ojos x tus ojos (poesía), Editorial Andrés Bello, 2007.
- La vida doble (novela), Tusquets Editores, 2010.
- Educación con patines (Política Educativa), Ediciones El Mercurio, 2018.
- La pregunta por el régimen político. Conversaciones Chilenas (ensayo), Fondo de Cultura Económica, 2021.